# Polymera (Polymerodes) catharinae
Polymera (Polymerodes) catharinae is een tweevleugelige uit de familie steltmuggen (Limoniidae). De soort komt voor in het Neotropisch gebied.